# Resultados do Carnaval de Bragança Paulista em 2014
Resultados do Carnaval de Bragança Paulista em 2014. A vencedora do grupo especial foi a escola Nove de Julho.

## Grupo Especial
| Colocação | Escola                 | Pontos | Nota      | Ref.  |
| --------- | ---------------------- | ------ | --------- | ----- |
| 1º        | Nove de Julho          | 297    |           | [ 1 ] |
| 2º        | Dragão Imperial        | 296,75 |           | [ 1 ] |
| 3º        | Acadêmicos da Vila     | 294,75 |           | [ 1 ] |
| 4º        | Unidos do Lavapés      | 293,75 |           | [ 1 ] |
| 5º        | Unidos de Águas Claras | 281,25 | Rebaixada | [ 1 ] |

## Grupo de acesso
| Colocação | Escola                  | Pontos | Nota      | Ref.  |
| --------- | ----------------------- | ------ | --------- | ----- |
| 1º        | Sociedade Fraternidade  | 191,75 | Promovida | [ 1 ] |
| 2º        | Império Jovem           | 191,50 |           | [ 1 ] |
| 3º        | Mocidade Júlio Mesquita | 189,75 |           | [ 1 ] |